# Elegie romane (Goethe)
Le Elegie romane sono un ciclo di ventiquattro poesie di Johann Wolfgang von Goethe, originariamente intitolato Erotica Romana, composte tra il 1788 e il 1790, di ritorno dal suo viaggio in Italia, durato dal 1786 al 1788. In esse Goethe rievoca il suo soggiorno romano appena trascorso, ispirandosi alle elegie d'amore dei poeti dell'età classica, come Catullo, Ovidio, Properzio e Tibullo.

## Contenuto
Straßen redet ein Wort! Genius regst du dich nicht?

Ja es ist alles beseelt in deinen heiligen Mauern

Ewige Roma. [...]»
Date una voce, o vie! Né tu ti scuoti, o genio?

Sí, qui un'anima ha tutto, fra queste divine tue mura,

eterna Roma! [...]»
(J.W. Goethe, dall'elegia I, vv. 1-4, trad. it. di Luigi Pirandello)

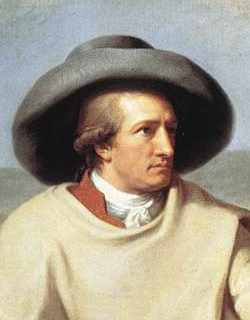
Ritratto di Goethe nella campagna romana (dettaglio)

L'opera unisce l'entusiasmo per la Roma antica alla passione d'amore provata dal poeta per una giovane fanciulla di nome Faustina, la cui identità non è ben definita. Si trattava presumibilmente di Faustina Antonini, figlia di un oste dell'«Osteria alla Campana» in vicolo Monte Savello.
C'è anche chi ha visto in lei una figura idealizzata, sul modello delle donne della classicità pagana, o l'immagine di Christiane Vulpius che Goethe avrebbe sposato di lì a poco. Nel suo Viaggio in Italia, peraltro, Goethe racconta soltanto di aver incontrato una «graziosissima romana» di cui non fa il nome, mentre nelle Elegie il suo nome ricorre una sola volta: «[...] Per questo Faustina mi rende felice! / Ella è fedele, e lieta partecipa al mio letto».
Con le Elegie Goethe si immerge nell'atmosfera dell'antichità pagana e augustea, celebrando la sensualità e il vigore della cultura classica e italiana. 
Wasser zu schöpfen hinab, und sie ergreifet der Gott.

So erzeugte sich Mars zwey Söhne! – die Zwillinge tränket

Eine Wölfin, und Rom nennt sich die Fürstin der Welt.»
per attinger de l'acqua, e la sorprende il Nume.

Cosi Marte s'avea figliuoli! Una lupa i gemelli

nutre, e si chiama Roma la sovrana del mondo.»
(J.W. Goethe, dalla III elegia, vv. 15-18, trad. it. di Luigi Pirandello)

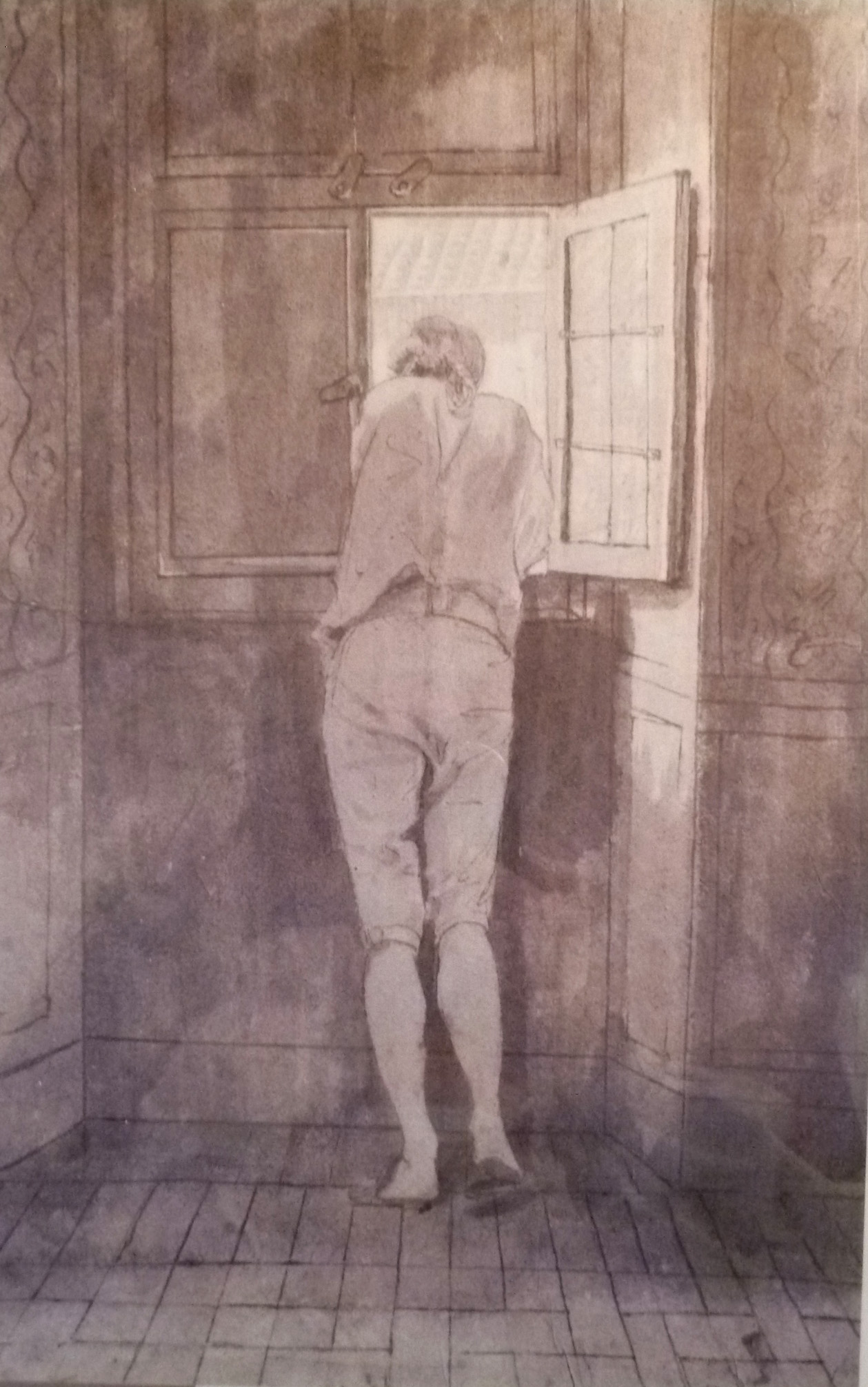
Goethe ritratto da Tischbein nel 1787 alla finestra del suo appartamento a Roma, in via del Corso 18

Nella quinta elegia Goethe esprime il connubio tra l'avventura erotica e il viaggio di istruzione: 
Lauter und reizender spricht Vorwelt und Mitwelt zu mir.

Ich befolge den Rath, durchblättere die Werke der Alten

Mit geschäftiger Hand täglich mit neuem Genuß.

Aber die Nächte hindurch hält Amor mich anders beschäftigt.»
con forza piú gentile parlanmi qui due mondi.

Qui seguo il consiglio, a l'opre mi do dei maggiori

con premurosa mano, sempre con nuova gioja

Però le notti amore mi tiene altrimenti occupato.»
(J.W. Goethe, dalla V elegia, vv. 1-5, trad. it. di Luigi Pirandello)
Se l'amore per Faustina lo priva delle ore del giorno dedicate al culto delle antiche vestigia, lo ricompensa però di notte rendendogli una doppia gioia.
Tra i vari episodi riportati, nella XV elegia il poeta descrive come, ad un banchetto, Faustina utilizzi del vino caduto da un bicchiere per scrivere con le dita l'orario di un appuntamento amoroso, eludendo così la sorveglianza dello zio e della madre. Nella XVI Goethe scambia uno spaventapasseri in una vigna con lo zio di Faustina, piuttosto sospettoso nei loro riguardi, trattenendosi così dal recarsi nel luogo concordato con lei.
Le elegie variano notevolmente in lunghezza l'una dall'altra. Sono scritte in distici come gli antichi modelli da cui traggono spunto: agli esametri e ai pentametri il poeta affida il segreto di «com'ella i dí m'allegri, le notti mi feliciti».

## Composizione
(J.W. Goethe, dalle Conversazioni con Eckermann, 9 ottobre 1828)
Le Elegie romane segnarono un punto di svolta nella vita di Goethe: sono una testimonianza dell'emancipazione personale del poeta della ristrettezza delle condizioni in cui si trovava a Weimar, facendo rinascere in lui lo spirito creativo e il desiderio di bellezza, sia artistica che sentimentale.
Da mich ein graulicher Tag hinten im Norden umfing,

Trübe der Himmel und schwer auf meinen Scheitel sich neigte,

Farb' und gestaltlos die Welt um den Ermatteten lag,

Und ich über mein Ich, des unbefriedigten Geistes

Düstre Wege zu spähn, still in Betrachtung versank.»
in cui laggiú, nel norte, grigio opprimeami il giorno.

Torbido il cielo e grave sul capo pesavami, e muto

di colore e di forma stendeasi intorno il mondo.

Ed io su me spiando de l'animo ognora scontento

la fosca via, cadevo muto sui miei pensieri.»
(J.W. Goethe, dalla VII elegia, vv. 1-6, trad. it. di Luigi Pirandello)
Delle ventiquattro elegie, Goethe all'inizio ne scartò quattro per il loro contenuto esplicitamente erotico, che verranno pubblicate parzialmente solo nel 1896, e integralmente nel 1914 insieme agli Epigrammi veneziani scritti durante il suo secondo e più breve viaggio in Italia compiuto nel 1790. Già alla loro prima apparizione nel 1795, peraltro, avvenuta sul mensile Die Horen diretto da Schiller, le venti Elegie romane che Goethe fece stampare furono giudicate troppo licenziose dalla critica.
In Italia furono rese note grazie a una traduzione dello scrittore e poeta Luigi Pirandello del 1896.

## Traduzioni
- Elegie romane e Idilli, trad. Andrea Maffei, Le Monnier, Firenze 1875
- Elegie romane, trad. Luigi di S. Giusto, Roux, Torino 1893; Paravia, Torino 1924
- Elegie Romane Archiviato il 3 aprile 2016 in Internet Archive., tradotte da Luigi Pirandello, illustrate da Ugo Fleres, Livorno, Giusti editore, 1896; nuova ed. con le quattro elegie censurate a cura di Ginevra Latini, Roma, Arbor Sapientiae, 2015
- Elegie romane, trad. Giulio D. Leoni, Polemica, Faenza 1932
- Elegie romane, trad. latina di Luigi Illuminati, prefazione di Guido Mazzoni, Degli Orfini, Genova 1939
- Elegie Romane, trad. Anselmo Turazza, saggio introduttivo di Sergio Solmi, Ricciardi, Milano-Napoli 1974
- Elegie romane, trad. Roberto Fertonani, Milano, Mondadori, 1979
- Elegie romane ed epigrammi veneziani, trad. Andrea Landolfi, Roma, Elliott, 2017